# Plecia persimilis
Plecia persimilis är en tvåvingeart som beskrevs av Hardy 1940. Plecia persimilis ingår i släktet Plecia och familjen hårmyggor. Inga underarter finns listade i Catalogue of Life.